# Munteni (okręg Vâlcea)
Munteni – wieś w Rumunii, w okręgu Vâlcea, w gminie Mihăești. W 2011 roku liczyła 245 mieszkańców.